# کاروانسرای جمال‌آباد
کاروانسرای جمال آباد مربوط به دوره ایلخانی است اما توسط شاه عباس ثانی در دوره صفوی مرمت شده‌است و در شهرستان میانه، بخش کاغذکنان، روستای جمال آباد در کنار جاده میانه به آقکند واقع شده‌است، هر چند ساخت بنا را به دوره مغول نسبت داده‌اند ولی کتیبه ای سنگی در بالای دروازه ورودی کاروانسرا نصب شده‌است که حکایت از آن دارد که این کاروانسرا در سال ۱۰۶۵، ه‍.ق به دستور شاه عباس دوم صفوی بنا شده‌است تاورنیه سیاح معروف فرانسوی در مسیر مسافرت از تبریز به اصفهان مدتی در این کاروانسرا اقامت داشته و از آن به عنوان بنایی جدید یاد کرده‌است (پرندی اکبر کاغذکنان در گذرگاه تاریخ چاپ اول ص ۱۴۵). این اثر در تاریخ ۷ مهر ۱۳۸۱ با شمارهٔ ثبت ۶۱۵۲ به‌عنوان یکی از آثار ملی ایران به ثبت رسیده‌است. این کاروانسرا تا اوایل دوره پهلوی که جاده تهران به تبریز از منطقه کاغذکنان و از روستای جمال آباد عبور می‌کرد محل اتراق و استراحتگاه کاروانیان بوده‌است ولی از زمان احداث جاده ترانزیت ماشین رو فعلی که از کناره رودخانه قیزیل اوزن احداث شده این جاده و کاروانسرا متروکه شد.

## ثبت در فهرست میراث جهانی
در ۲۶ شهریور ۱۴۰۲ در جریان چهل و پنجمین اجلاس کمیته میراث جهانی یونسکو در ریاض، کاروانسرای جمال‌آباد به‌همراه ۵۳ کاروانسرای تاریخی دیگر (جمعاً ۵۴ کاروانسرا در ۲۴ استان ایران) تحت عنوان کاروانسراهای ایرانی در فهرست میراث جهانی قرار گرفتند. این مجموعه جهانی به عنوان بیستمین و هفتمین اثر جهانی کشور ایران شناخته می‌شود.